# Maća
Maća (mađ. Matty) je pogranično selo u južnoj Mađarskoj.
Zauzima površinu od 16,90 km četvornih.

## Zemljopisni položaj
Nalazi se na 45° 47' 53" sjeverne zemljopisne širine i 18° 15' 58" istočne zemljopisne dužine, 2 km sjeveroistočno od Drave i 3 km sjeveroistočno i sjeverno od granice s Republikom Hrvatskom. Najbliže naselje u RH je Sveti Đurađ, 5,5 km jugozapadno.
Grdiša je 1 km zapadno, Harkanj je 4,5 km sjeverozapadno, Pačva je 5 km sjeverozapadno, Đud (Jud) je 6,5 km sjeverno, kotarsko sjedište Šikloš je 5 km sjeveroistočno, Rastince su 4,5 km istočno-sjeveroistočno, Semartin je 1,5 km istočno. 

## Upravna organizacija
Upravno pripada Šikloškoj mikroregiji u Baranjskoj županiji. Poštanski broj je 7854. Upravno mu pripada selo Kešeriš, koje se nalazi 2 km jugoistočno od naselja Maća.

## Povijest
Maća se prvi put spominje u povijesti 1221. pod imenom Moch.
Selo je razoreno za vrijeme turske vlasti. Mještani su se povukli na jedan od dravskih otoka okruženih močvarom.
Za to vrijeme su u selu živjeli Raci. Trag toga su toponimi: rác rét, rác temető (racka livada, racko groblje).
Maća graniči sa zaštićenim područjem, u kojem se nalaze ornitološki park i ribnjak.

## Promet
4 km zapadno od Maće prolazi državna cestovna prometnica br. 58.

## Stanovništvo
Maća ima 383 stanovnika (2001.). Mađari su većina. Rimokatolika je 54%, kalvinista je 35%, nekoliko luterana te ostalih.

## Prirodne znamenitosti
- ribnjak (Horgásztó) koji se prostire između Maće i Grdiše
- ornitološki park

## Vanjske poveznice
- Önkormányzatának honlapja
- Maća na fallingrain.com